# Valentin Mogilny
Valentin Moguilny (né le 18 décembre 1965 et mort le 22 novembre 2015) était un gymnaste soviétique qui a concouru durant les années 1980.

## Biographie
Il a été marié à la gymnaste Olga Bicherova de 1986 jusqu'à la fin des années 1990. Dont il a eu un garçon de nommant Alexis né le 11 juin 1989. 

## Palmarès

### Championnats du monde
- Montréal 1985
  -  médaille d'or par équipes
  -  médaille d'or au cheval d'arçons
  -  médaille d'or aux barres parallèles

- Stuttgart 1989
  -  médaille d'or par équipes
  -  médaille d'or au cheval d'arçons
  -  médaille d'argent au concours général individuel

### Championnats d'Europe
- Oslo 1985
  -  médaille d'argent au concours général individuel
  -  médaille d'argent aux anneaux

- Moscou 1987
  -  médaille d'or aux anneaux

- Stockholm 1989
  -  médaille d'argent au concours général individuel
  -  médaille d'or au cheval d'arçons
  -  médaille d'or au saut de cheval.
  -  médaille de bronze aux barres parallèles

- Lausanne 1990
  -  médaille d'or au concours général individuel
  -  médaille d'or au cheval d'arçons
  -  médaille d'or aux barres parallèles